# Бели (Црес)
Бели (хрв. Beli) је насељено место у саставу града Цреса, на острву Црес, Приморско-горанска жупанија, Хрватска.

## Историја
До територијалне реорганизације у Хрватској био је у саставу старе општине Црес-лошињ.

## Становништво
У попису становништва из 2011. године, Бели је имао 47 становника.
| Број становника према пописима | Број становника према пописима | Број становника према пописима | Број становника према пописима | Број становника према пописима | Број становника према пописима | Број становника према пописима | Број становника према пописима | Број становника према пописима | Број становника према пописима | Број становника према пописима | Број становника према пописима | Број становника према пописима | Број становника према пописима | Број становника према пописима | Број становника према пописима |
| ------------------------------ | ------------------------------ | ------------------------------ | ------------------------------ | ------------------------------ | ------------------------------ | ------------------------------ | ------------------------------ | ------------------------------ | ------------------------------ | ------------------------------ | ------------------------------ | ------------------------------ | ------------------------------ | ------------------------------ | ------------------------------ |
| 1857                           | 1869                           | 1880                           | 1890                           | 1900                           | 1910                           | 1921                           | 1931                           | 1948                           | 1953                           | 1961                           | 1971                           | 1981                           | 1991                           | 2001                           | 2011                           |
| 580                            | 583                            | 348                            | 413                            | 432                            | 444                            | 827                            | 873                            | 357                            | 190                            | 107                            | 81                             | 66                             | 38                             | 35                             | 47                             |

Напомена: Године 1857, 1869, 1921. и 1931. садржи податке за насеља Ивање, Свети Петар и Важминеж.

## Галерија
- плажа и лука
- римски мост
- сеоски детаљ
- улица
- панорама